# Acantholabus furciliatus
Acantholabus furciliatus är en stekelart som beskrevs av Heinrich 1974. Acantholabus furciliatus ingår i släktet Acantholabus och familjen brokparasitsteklar. Inga underarter finns listade i Catalogue of Life.